# Carl Ludwig Doleschall
Carl Ludwig Doleschall (Vágújhely, 15 juli 1827 - Ambon, 26 februari 1859) was een uit Oostenrijk afkomstig arts en entomoloog. Hij studeerde medicijnen aan de universiteiten van Pressburg (Bratislava) en Wenen. Daarnaast hield hij zich bezig met het verzamelen en beschrijven van spinnen. In 1852 publiceerde hij het overzichtsartikel Systematisches Verzeichniß der im Kaiserthum Österreich vorkommenden Spinnen.
In 1853 trad Doleschall als arts in dienst bij het Nederlands leger. Hij werd daarna in Nederlands-Indië gestationeerd, op Java en Ambon. Hij verzamelde er zowel spinnen, insecten als planten. Hij beschreef een aantal nieuwe spinnensoorten in twee Bijdragen tot de kennis der Arachniden van den Indischen Archipel. De tweede bijdrage kon hij illustreren met gedetailleerde tekeningen van de hand van M.L. Huart.
Hij publiceerde tussen 1856 en 1859 ook drie Bijdragen tot de kennis der dipterologische fauna van Nederlandsch Indië met beschrijving van tweevleugeligen. Hij moest daarbij vanaf 1857 steeds meer terugvallen op specimens van andere verzamelaars, omdat hijzelf vaak van standplaats moest veranderen en bovendien nog ziek werd; hij kreeg in Ambon tuberculose en stierf hieraan in 1859, amper 31 jaar oud.
Doleschalla, een geslacht van vliegen, en Doleschallia, een geslacht van vlinders, zijn naar hem vernoemd.